# قتل میترا استاد
قتل میترا استاد (۱۳۶۲ – ۷ خرداد ۱۳۹۸) به حادثهٔ کشته شدن او به دست همسرش محمدعلی نجفی، سیاستمدار و شهردار پیشین تهران اشاره دارد که با شلیک گلوله از سلاح گرم انجام شد. او در ۷ خرداد ۱۳۹۸ به ضرب گلوله در خانه‌اش به‌قتل رسید. جسد او در حمام منزلش در طبقهٔ هفتم برج آرمیتا در منطقهٔ سعادت آباد تهران یافت شد. دقایقی پس از اعلام خبر قتل میترا استاد، برخی همسرش را به‌عنوان مظنون اصلی معرفی کردند که از سوی مقامات قضائی رد شد. اما محمدعلی نجفی، ساعاتی بعد با مراجعه به پلیس آگاهی خیابان وحدت اسلامی تهران به قتل همسر دومش با اسلحه اعتراف کرد و بازداشت شد. او انگیزهٔ اصلی از ارتکاب قتل را فشار روانی و مشکلات خانوادگی اعلام کرد. نجفی در دادگاه بدوی، به قصاص نفس محکوم و با توجه به کسب رضایت از خانواده مقتول به شش سال و نیم زندان قطعی محکوم شد. او در اواخر سال ۱۴۰۱ بعد از نزدیک به چهار سال حبس مشمول عفو  شده و از زندان آزاد شده‌است.

## زندگی
میترا استاد متولد ۱۳۶۲ در اسلام‌آباد غرب فرزند کاکابرار که با نام میترا نجفی نیز شناخته می‌شود، دومین همسر محمدعلی نجفی سیاستمدار و شهردار پیشین تهران بود.وی در اردیبهشت سال ۱۳۹۶ به عنوان نامزد پنجمین دوره انتخابات شورای شهر به عنوان کاندیدای مستقل ثبت‌نام می‌کند اما گفته می‌شود که وی از حمایت ضمنی محمد نوروزی، امام جمعه اسلامشهر برخوردار بوده‌است.وی قبل از کاندیداتوری در انتخابات شورای شهر اسلامشهر به عنوان بازیگر در سریال‌های تلویزیونی نیز نقش آفرینی کرده بود.

### آشنایی و ارتباط
به گفته حمیدرضا گودرزی وکیل پایه یک دادگستری در گفت و گو با روزنامه اعتماد اعلام کرد که، میترا استاد وارد زندگی نجفی شده و آغازگر این رابطه بوده‌است.

### ازدواج
ازدواج محمدعلی نجفی و میترا استاد در سال ۱۳۹۷ خبرساز شد و حواشی زیادی در پی داشت. بسیاری این ازدواج را دلیل استعفای نجفی از شهرداری تهران می‌دانستند.

## حواشی

### ارتباط با نهادهای اطلاعاتی
محمدعلی نجفی در روزهای اول پس از قتل مدعی شد همسر دومش با نهادهای امنیتی ارتباط داشته‌است. پیشتر نیز، دربارهٔ استعفای نجفی و انتشار عکس‌های خصوصی او با همسر دومش این گمان از سوی برخی افراد مطرح شده بود. برخی از چهره‌های اصلاح طلب از جمله جواد امام اعلام کرده‌اند که میترا استاد با سازمان اطلاعات سپاه پاسداران «ارتباط داشته» و نزدیک شدن او به صورت نجفی «هدفمند» بوده‌است. نجفی در دادسرا ادعا کرد صحبت‌های وی شنود می‌شد و در اختیار همسر دومش قرار می‌گرفت. او در این باره گفت: «خودم در واتس‌اپ صحبت‌هایی را که برای ایشان ارسال کرده بودند، شنیدم [...] خودم نخواستم این موضوع را پیگیری کنم چون با شماره‌ای ارسال می‌کردند که معلوم نیست از کجاست؟»
دختر نجفی مدعی شد همسر دوم پدرش «با ارگان‌های خاصی رابطه داشت و از همین طریق به پدرم تسلط پیدا کرده بود و او را تحت فشار قرار می‌داد».اما محمد علی نجفی تأکید کرد که از نهادی نام نمی‌برد و ممکن است «شخصی در نهادی باشد که با ایشان ارتباط داشتند.»
وزارت اطلاعات واکنش رسمی نشان داد و هر گونه ارتباطی را با میترا استاد رد کرد. سازمان اطلاعات سپاه پاسداران به این اتهام واکنشی نشان نداد.
محسن آرمین چهره سیاسی، در همان نخستین روزها در یادداشتی به حادثه قتل میترا استاد پرداخت و بدون اینکه نامی از واژه «پرستو» ببرد، بر وجود پروژه ای مدیریت شده در زندگی نجفی اشاره کرد و نوشت: 
به عنوان کسی که عمری را در عرصه سیاست گذرانده شرمگینانه باید بگویم عرصه سیاست در کشور ما به‌غایت کثیف و عفن است. نمی‌دانم میترا استاد بر اساس طرح برادران امنیتی وارد زندگی نجفی شده‌است یا نه. اما تردید ندارم دستکم از زمانی که وارد زندگی او شده، همچون یک پروژه مدیریت شده‌است تا در زمان مناسب از او استفاده شود.

### تغییر دین
میترا استاد فرزند کاکابرار استاد از استادان تنبور بود و در خانواده‌ای از پیروان دین یارسان به دنیا آمد. یارسان به اقلیت دینی غیرمسلمانی گفته می‌شود که بیشتر پیروانش در مناطق کردنشین ساکنند. با این حال میترا استاد بنا بر گفتهٔ محمدعلی نجفی در دادگاه پس از آشنایی با یک دیپلمات به اسلام روی آورده و مسلمان شیعه شده‌است. این مسئله در حواشی رسیدگی به پروندهٔ قتل او بسیار اثرگذار بود و از جمله شایعات و حواشی مطرح‌شده مهدورالدم بودن میترا استاد به سبب باور به دیانت یارسان و نیز مسئلهٔ مراجعه به سید نصرالدین حیدری گوران از رهبران جامعهٔ یارسان برای کسب رضایت از خانوادهٔ استاد و عدم قصاص بود که توسط فرزند وی تکذیب شد.

## قتل
خبر قتل میترا استاد را ظهر سه‌شنبه ۷ خرداد ۱۳۹۸ رسانه‌های رسمی ایران منتشر کردند. بررسی‌های اولیه نشان داد که این قتل در طبقهٔ هفتم برجی در بلوار خوردین منطقهٔ سعادت‌آباد تهران به‌وقوع پیوسته‌است. جسد مقتول در وان حمام و در حالی که به ضرب گلوله به قتل رسیده‌بود کشف شد. ساعاتی پس از این واقعه، نجفی با مراجعه به پلیس آگاهی تهران، به قتل همسرش اعتراف کرد.
نجفی پس از ارتکاب قتل به قم رفته بود، برخی دلیل سفر او به قم را دیدار با مراجع ذکر کردند اما این موضوع از سوی پلیس و متهم تکذیب شد. نجفی گفت به سر خاک پدر و پدربزرگش رفته و قصد خودکشی داشته اما بعد نظرش تغییر کرده و تصمیم گرفته خود را معرفی کند. او در دادسرای تهران تأیید کرد که پیش از این هم یک بار در هتل لاله تهران به دلیل اختلاف‌ها با همسر دومش اقدام به خودکشی ناموفق کرده بود.
به گزارش خبرگزاری مهر، «اختلافات خانوادگی» دلیل این قتل بوده‌است. روزنامه ایران به نقل از پسر ۱۳ ساله میترا استاد نوشت نجفی مادرش را کتک می‌زد و اخلاق تندی داشت. نجفی در دادسرا گفت که درگیری فیزیکی دو طرفه بوده و مدعی شد که میترا استاد هم چندبار با کارد او را مجروح کرده بود.

### صدور کیفرخواست
در روز ۱۳ خرداد دادستان تهران از صدور کیفرخواست پرونده نجفی و ارسال آن به دادگاه خبر داد. به گفته علی القاصی مهر با توجه به تکمیل تحقیقات دایر بر الف- قتل عمد میترا استاد ب- حمل و نگهداری سلاح غیرمجاز ج- ایراد صدمه بدنی عمدی منتهی به جرح (غیر فوتی) با تقاضای اولیای دم مقتول مبنی بر قصاص نجفی، پرونده با صدور کیفرخواست برای رسیدگی به دادگاه کیفری ارسال شد.

### روند بررسی پرونده
دادگاه محمدعلی نجفی در سه جلسه برگزار شد که آخرین جلسه آن ۳۱ تیر ۱۳۹۸ بود. در نهایت در ۸ مرداد ۱۳۹۸، سخنگوی قوه قضائیه از محکومیت محمدعلی نجفی، به قصاص نفس توسط دادگاه بدوی خبر داد. بر این اساس، شعبه نهم دادگاه کیفری استان تهران به ریاست قاضی محمدرضا محمدی کشکولی، نجفی را به قصاص محکوم کرد.
خانواده میترا استاد از قصاص گذشتند. مسعود، برادر میترا استاد، در اینستاگرام خود نوشت: «به واسطه پادرمیانی بزرگان کرمانشاه و کشور و همچنین وکلای عزیزمان آقای مسعود افرازه و محمود حاج‌لویی، پدرم، مادرم و مهیارمان، آقای محمدعلی نجفی را بخشیدیم و از خون عزیزمان گذشتیم و خرسندیم که هیچ معامله ای با خون آن بزرگوار نکردیم.» محمدعلی نجفی به رأی صادر شده اعتراض کرد. در ۳۰ شهریور ۱۳۹۸ دیوان عالی کشور حکم صادر شده در دادگاه بدوی را به دلیل نقص در تحقیقات نقض کرد و حکم داد که «باید نظر کارشناسی دربارهٔ نحوه شلیک گلوله‌ها» اخذ شود.
در گزارش جدید، کارشناسان گزارش اولیه مبنی بر شلیک مستقیم گلوله به سوی مقتول را رد کردند و ابراز داشتند «شلیک‌ها مستقیم نبوده و گلوله بعد از اصابت به دست میترا و تغییر شکل مرمی آن وارد بدن او و باعث مرگش شده‌است.»
پرونده قتل میترا استاد بار دیگر به شعبه نهم دادگاه کیفری ارجاع داده شد و در ۶ آذر ماه ۱۳۹۸ جلسه رسیدگی مجدد برگزار شد. نجفی با استناد به گزارش جدید کارشناسی، اتهام قتل عمد را رد کرد اما دادگاه بار دیگر او را به جرم قتل عمد به ۷ سال و نیم حبس محکوم کرد. شش سال آن قابل اجرا بود.
در دی ماه ۱۳۹۸، گودرزی، وکیل نجفی، اعلام کرد که نسبت به حکم صادره به دیوان عالی کشور فرجام‌خواهی کرده‌است. او گفت از یک طرف حکم ۶ سال و ۶ ماه حبس تعزیری به اتهام قتل عمد و یکسال و سه ماه حبس به اتهام حمل سلاح «مجازاتی سنگین» است و به دلیل وجود «جهات تخفیف» دادگاه می‌توانسته میزان آن را کاهش دهد، از طرف دیگر آنها قتل را شبه عمد می‌دانند و به همین دلیل به دیوان عالی کشور فرجام‌خواهی کرده‌اند.
در ۱۰ فروردین ۱۳۹۹، دیوان عالی کشور، بار دیگر حکم دادگاه را نقض کرد و پرونده را به شعبه هم‌عرض ارجاع داد. بنا شد سومین دور از رسیدگی به پرونده محمدعلی نجفی در شعبه ۱۰ دادگاه کیفری به صورت غیر علنی برگزار شود.
نجفی در دادگاهی که ۱۴ اردیبهشت ۱۳۹۹ به ریاست قاضی متین برگزار شد در مورد جلب رضایت خانوادهٔ مقتول گفت حدود ۱۰ میلیارد تومان پرداخت کرده‌است که حدود ۸ میلیارد آن مهریهٔ ۱۳۶۲ سکه‌ایِ میترا استاد بوده‌است.
در نهایت شعبه دهم دادگاه کیفری محمدعلی نجفی را به شش سال و نیم حبس محکوم کرد. حمیدرضا گودرزی، وکیل نجفی، روز جمعه، ۲۶ اردیبهشت، به ایرنا گفت: «به این حکم که مخالف رای دیوان عالی کشور است، اعتراض می‌کنیم.»
دیوان عالی کشور نیز موضوع را قتل عمد تشخیص داد و حکم صادره را تأیید نمود.

## ارجاعات فرهنگی
ماجرای زن‌کشی سیاست‌مداران ایرانی در سریال آقازاده (۱۳۹۹) به تصویر کشیده شد که به نوشتهٔ وب‌سایت‌های خبری ایمنا و انصاف‌نیوز یادآور زن‌کشی نجفی است.